# Serviceverpackung
Der Begriff Serviceverpackung fasst alle Verpackungsarten zusammen, welche im Einzelhandel dazu verwendet werden, die Ware für den Kunden einzupacken.  

## Definition
Eine Serviceverpackung ist eine Verkaufsverpackung und somit keine Transportverpackung. Laut Verpackungsverordnung VerpackV §3 Begriffsbestimmungen geht dies klar hervor: Verkaufsverpackungen sind „… Verpackungen, die als eine Verkaufseinheit angeboten werden und beim Endverbraucher anfallen. Verkaufsverpackungen im Sinne der Verordnung sind auch Verpackungen des Handels, der Gastronomie und anderer Dienstleister, die die Übergabe von Waren an den Endverbraucher ermöglichen oder unterstützen (Serviceverpackungen) sowie Einweggeschirr.“(VerpackV §3, Abs. 2, Satz 2; Stand: 11. September 2010)
Nach allgemeiner Auffassung werden darunter die auf der letzten Handelsstufe händisch befüllten Verpackungen verstanden, zum Beispiel Brötchentüten oder Kunststofftragetaschen. Das Verpacken findet unmittelbar vor der Warenübergabe am Verkaufsort statt. Der LAGA-Ausschuss für Produktverantwortung (APV) hat 2008 entschieden, dass Versandverpackungen keine Serviceverpackungen sind.

## Arten
Zu den Serviceverpackungen gehören:
- Tragetaschen
- Bodenbeutel
- Faltbeutel
- Pizzakartons
- Einschlagpapiere